# La Flèche Wallonne 2013
La Flèche Wallonne 2013 var den 77. udgave af det belgiske cykelløb La Flèche Wallonne. Løbet blev kørt onsdag den 17. april 2013 med start i Charleroi og mål i Huy i Vallonien. Det var løb nummer 12 ud af 29 i UCI World Tour 2013.

## Deltagende hold
På grund af at La Flèche Wallonne er en del af UCI World Tour, er alle 18 UCI ProTour-hold automatisk inviteret og forpligtet til at sende et hold. Derudover kan løbsarrangøren ASO inviterer et antal hold fra lavere rækker.
| UCI ProTour-hold: - Ag2r-La Mondiale (ALM) - Argos-Shimano (ARG) - Astana Pro Team (AST) - Belkin Pro Cycling (BEL) - BMC Racing Team (BMC) - Cannondale (CAN) - Euskaltel-Euskadi (EUS) - FDJ (FDJ) - Garmin-Sharp (GRM) | 0 - Lampre-Merida (LAM) - Lotto-Belisol (LTB) - Movistar Team (MOV) - Omega Pharma-Quick Step (OPQ) - Orica-GreenEDGE (OGE) - RadioShack-Leopard (RLT) - Team Saxo-Tinkoff (SAX) - Team Sky (SKY) - Vacansoleil-DCM (VCD) - Team Katusha (KAT) | Wildcards: - Colombia - Accent Jobs-Wanty - Topsport Vlaanderen-Baloise - Crelan-Euphony - Sojasun - IAM Cycling |

## Resultat
|    | Rytter                   | Hold                    | Tid        |
| -- | ------------------------ | ----------------------- | ---------- |
| 1  | Daniel Moreno (ESP)      | Team Katusha            | 4t 52' 33" |
| 2  | Sergio Henao (COL)       | Team Sky                | + 3"       |
| 3  | Carlos Betancur (COL)    | Ag2r-La Mondiale        | + 3"       |
| 4  | Daniel Martin (IRL)      | Garmin-Sharp            | + 3"       |
| 5  | Michał Kwiatkowski (POL) | Omega Pharma-Quick Step | + 3"       |
| 6  | Joaquim Rodríguez (ESP)  | Team Katusha            | + 8"       |
| 7  | Alejandro Valverde (ESP) | Movistar Team           | + 8"       |
| 8  | Igor Antón (ESP)         | Euskaltel-Euskadi       | + 8"       |
| 9  | Bauke Mollema (NED)      | Blanco Pro Cycling      | + 8"       |
| 10 | Rinaldo Nocentini (ITA)  | Ag2r-La Mondiale        | + 8"       |